# Covid-19-vaccinering i Sverige
Covid-19-vaccinationskampanjen i Sverige är en pågående massimmuniseringskampanj för att tackla covid-19-pandemin i Sverige.
Vaccinationskampanjen inleddes den 27 december 2020 i Sverige. Fram till den 22 december 2022 hade 88,2 procent av den svenska befolkningen över 18 år vaccinerats med minst en dos, totalt hade
25 469 958  doser administrerats. Den 29 juli 2021 hade varannan vuxen svensk blivit fullvaccinerad med två doser.

## Tidsplan och historik

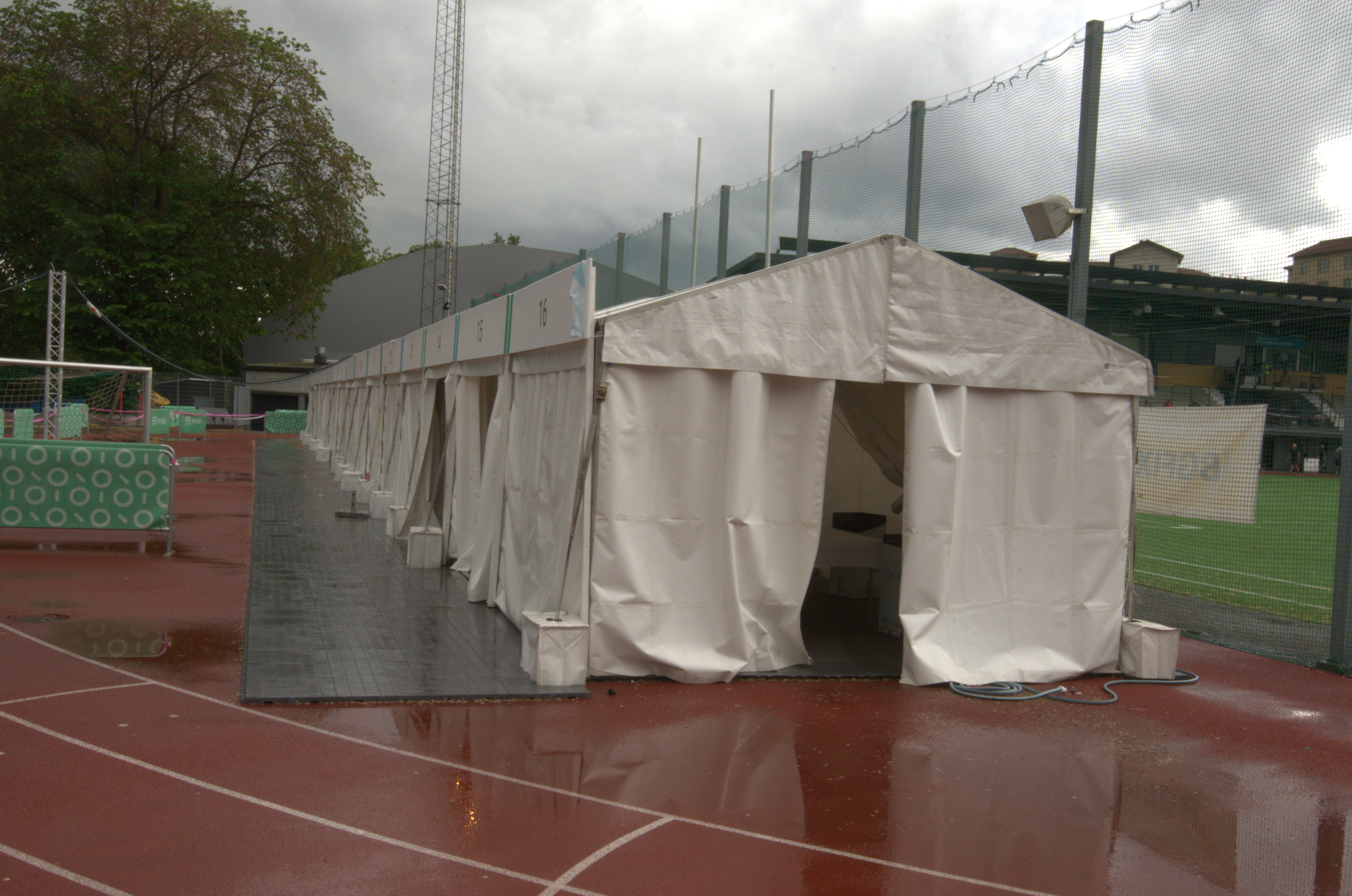
Tält för vaccination på en idrottsplats i Stockholm juni 2021.

Sveriges regering beslöt sig för att ingå i Europeiska unionens gemensamma avtal med olika vaccintillverkare den 20 augusti 2020. Enligt avtalet har Sverige rätt till 6 miljoner doser. Den svenska statsministern Stefan Löfven påstår att förhoppningen var att Sverige skulle få tillräckligt mycket vaccin för att kunna immunisera runt en femtedel av Sveriges befolkning till april 2021.
Den 10 februari 2021 var Folkhälsomyndighetens mål att samtliga svenskar ska ha erbjudits vaccinering vid midsommar, detta samtidigt som Pfizer meddelat att produktionstakten minskat och Moderna strypt leveranserna av vaccin till Sverige. Dagen efter berättade Johan Carlson, generaldirektör för Folkhälsomyndigheten, att trots förseningar i tidsplanen ska alla över 18 ha blivit erbjudna vaccin innan slutet av juli.
Sveriges socialminister Lena Hallengren meddelade den 1 april 2021 att regeringen gav upp målet att alla ska ha vaccinerats mot covid-19 under första halvåret 2021. Målet flyttade istället fram till den 15 augusti 2021 och förhoppningen var att alla över 18 år skulle fått minst en dos. Folkhälsomyndigheten släppte en ny prognos den 30 april där målet med att vaccinera alla över 18 kom till att nås senast den 5 september 2021, anledningen beskrivs vara den fortsatta pausen av Janssens vaccin.
Den 24 maj 2021 gav Folkhälsomyndigheten nya rekommendationer kring intervallet mellan den första dosen och den andra dosen för både Pfizer-Biontech och Modernas vaccin. Anledningen beskrivs vara att det är viktigare att vaccinera fler med första dosen snabbt för att få ner den stigande smittspridningen. Det rekommenderade intervallet ändras från sex till sju veckor för båda vaccinen. Enligt respektive produktresumé ska doserna ges med intervall på 3 veckor för Pfizer-Biontechs och 4 veckor för Modernas vaccin, men Folkhälsomyndigheten väljer att kringgå rekommendationerna. Vidare påpekar myndigheten att man inte behöver börja om vaccineringen, ifall en person skulle missa att få den andra dosen efter sju veckor.

### Prioritering av vaccin
Den svenska regeringen tillsammans med Folkhälsomyndigheten bestämde att prioriteringar av vaccindoser måste göras och därför var det lämpligt att ge vaccin till de mest behövande grupperna först.
I fas 1 av vaccinationsplanen prioriterades äldre på äldreboende, personal inom äldreomsorg, hälso- och sjukvård samt övrig omsorgspersonal som arbetar nära dessa personer.
I fas 2 prioriterades personer som var 65 år och äldre samt personer som genomgått allvarliga operationer samt personer som får insatser som omfattas av LSS.
I fas 3 prioriterades personer i ålder 60–64 år och personer i ålder 18–64 år med underliggande sjukdomar som kan orsakade allvarlig covid-19, samt gravida och personer med ett BMI på över 30. Även demenssjuka eller personer med en kognitiv eller psykisk funktionsnedsättning prioriteras.
I fas 4 inkluderas alla i åldrarna 18–59 år och de som inte prioriterats i tidigare faser. Åldern ska fortsatt beaktas vilket betyder att äldre ska gå före i vaccinationsordningen. Vidare ska även vaccinationsinsatsen ta särskild hänsyn till grupper med låg socioekonomisk position och andra utsatta grupper.
När alla personer som är 18 år och äldre har erbjudits en första dos vaccin mot covid-19, erbjuds vaccination även till ungdomar som är födda 2005 och tidigare. Bokning för vaccin för barn under 18 år öppnades upp i slutet av juli 2021 och de första vaccinationerna påbörjas under vecka 31-32. Barn fyllda 12 år med vissa medicinska tillstånd, erbjuds vaccin från juni 2021. Barn yngre än 12 år erbjuds ej vaccin, här gäller 12 år fyllda, ej födelseår.

### EU:s godkännande av vaccin
Europeiska läkemedelsmyndigheten (EMA) godkände den 21 december 2020 vaccinkandidaten Comirnaty från Pfizer. EU-kommissionen godkände beslutet formellt samma dag, och vaccinationerna i Sverige inleddes den 27 december 2020 med Pfizers vaccin.
Den 6 januari 2021 godkände EMA Modernas vaccinkandidat COVID-19 Vaccine Moderna.
Den 29 januari 2021 godkände EMA Astra Zenecas vaccinkandidat Vaxzevria (tidigare COVID-19 Vaccine Astra Zeneca), men stoppades den 16 mars 2021 efter ett litet antal personer drabbats av koagulationsrubbningar som misstänks vara kopplade till vaccinet. Den 25 mars 2021 bedömde Folkhälsomyndigheten att Astra Zenecas vaccin åter kan börja användas för personer som är 65 år och äldre, övriga personer födda efter 1957 kom i dagsläget inte till att erbjudas Vaxzevria.
Den 11 mars 2021 godkände EMA ytterligare en vaccinkandidat från Janssen (dotterbolag till Johnson & Johnson), men Folkhälsomyndigheten beslutade den 14 april 2021 att pausa Janssens vaccin i väntan på en utredning från EMA efter rapporter om allvarliga biverkningar. Folkhälsomyndigheten beslutade fortsatt den 23 april 2021 att avvakta med användning av Janssens vaccin i Sverige.

### Destruering av vaccin
I februari 2023 rapporterade ekonyheterna att närmare 8,5 miljoner doser covidvaccin till en summa av 1,5 miljarder kronor har destruerats. Dessa står för ungefär en femtedel av alla covidvaccin som köpts in i Sverige.

### Vaccindonation
Den 4 maj 2021 meddelade den svenska regeringen att de planerar donera en miljon vaccindoser av Astra Zenecas vaccin Vaxzevria till det globala vaccinsamarbetet Covax. Vidare har också Sverige bidragit med 100 miljoner kronor till vaccin mot covid-19 i låg- och medelinkomstländer. Sverige var med och bidrog till kostnaden av 500 000 doser av Astra Zenecas vaccin till Elfenbenskusten. Sverige kommer att bidra med närmare 3 miljoner vaccindoser till länder utanför EU. Enligt uttalande från statsminister Stefan Löfven ska Sverige först och främst vaccineras. Sverige har tecknat sig för fler  doser än vad Sverige behöver och därför kommer Sverige bidra med överskottet tillsammans med EU.

### Vaccinbevis
Den 1 december 2021 lanserade Myndigheten för digital förvaltning mobilapplikationen Vaccinationsbevis verifiering för att verifiera vaccinationsbevis. När restriktionerna som var grunden för appen  lyftes den 9 februari 2022 slutade det även vara möjligt att ladda ner den.

## Vilseledande information om vaccineringen i Sverige
På sociala medier förekommer felaktig information som påstår att de tre covid-19-vaccinerna som används i Sverige inte är godkända och inte omfattas av Läkemedelsförsäkringen.
Alla covid-19-vaccin som är godkända och används i Sverige omfattas av Läkemedelsförsäkringen. De tre vacciner som idag används för covid-19-vaccinationer i Sverige kommer från Pfizer-Biontech, Astra Zeneca och Moderna. Försäkringsskyddet innebär att alla som vaccineras mot covid-19 i Sverige har möjlighet att begära ersättning hos Läkemedelsförsäkringen om de anser sig ha fått en skada av något av vaccinen.

### Vaccinationsmotstånd
Vaccinationsmotstånd är en av de största utmaningarna för covid-19-vaccinationsprogrammet i Sverige, enligt en studie vill 26 % av svenskarna inte vaccinera sig. Enligt en annan studie framtagen av Eurobarometer vill en av tio svenskar inte vaccinera sig mot covid-19. Anders Tegnell menar att vaccinationsviljan kommer öka med tiden. En nyare studie framtagen av Folkhälsomyndigheten visar samma siffror som Eurobarometer men visar också att vaccinationsmotståndet är betydande bland utrikesfödda.

## Statistik

### Antal vaccindoser
Följande graf visar det totala antalet personer som är vaccinerade med 1, 2, 3 eller 4 doser enligt statistik från Folkhälsomyndigheten (uppdateras varje torsdag kl. 14:00).
| Information | Diagrammet är avstängt. Grafer inaktiverades den 18 april 2023 på grund av programvaruproblem. Nya diagram kan skapas sedan december 2024. |

1. ↑  Antal vaccinerade med minst 1 dos omfattar alla personer som har påbörjat vaccination, både de som har fått 1 dos och de som har fått 2, 3 eller 4 doser.

### Antal vaccindoser i Sverige jämfört med EU, och jämfört med antal avlidna
Följande diagram visar (överst) antal covidvaccindoser per 100 invånare och (underst) antal registrerade döda med covid-19 per miljon, dels i Sverige, dels i genomsnitt i EU:
⚫

### Covid-19-vaccintyper
| Tillverkare               | Vaccin                                             | Datum            | Status           | Ref.                 |
| ------------------------- | -------------------------------------------------- | ---------------- | ---------------- | -------------------- |
| Pfizer/Biontech           | Comirnaty                                          | 21 december 2020 | Godkänd för alla | [ 20 ] [ 21 ] [ 47 ] |
| Moderna                   | Spikevax (tidigare COVID-19 Vaccine Moderna)       | 6 januari 2021   | Godkänd för alla | [ 23 ]               |
| Astra Zeneca              | Vaxzevria (tidigare COVID-19 Vaccine Astra Zeneca) | 29 januari 2021  | Avvecklad        | [ 24 ] [ 25 ] [ 26 ] |
| Janssen/Johnson & Johnson | Janssen COVID-19 Vaccine                           | 11 mars 2021     | Avvecklad        | [ 27 ] [ 28 ]        |
| Novavax                   | Nuvaxovid                                          | 20 december 2021 | Godkänd för alla | [ 53 ] [ 54 ]        |
| Sanofi Pasteur/GSK        | Sanofi–GSK Covid-19 Vaccine                        | —                | Väntar på doser  | [ 55 ]               |
| Curevac                   | CVnCoV                                             | —                | Nedlagd          | [ 56 ]               |

1. ↑  Folkhälsomyndigheten rekommenderar att Astra Zenecas vaccin endast ska användas till personer över 65 år. Personer födda efter 1957 ska vaccineras med ett annat vaccin och de som fått en dos av Astra Zeneca ska erbjudas ett annat vaccin. Den 23 juli 2021 memddelade Folkhälsomyndigheten att användning av Astra Zenecas vaccin avvecklas, det betyder att patienter över 65 år kan välja fritt mellan Astra Zeneca, Pfizer och Moderna.[50]
2. ↑  Efter larm om misstänkta biverkningar i form av blodproppar i USA bedömde Folkhälsomyndigheten den 14 april 2021 att pausa vaccinet i väntan på en utredning från EMA.[51]
Folkhälsomyndigheten återkallade sin rekommendation i slutet av 2021.[52]
3. ↑  Den svenska regeringen har beslutat att ytterligare säkra upp den långsiktiga tillgången till vaccin mot covid-19 genom att ingå förköpsavtal om vaccindoser med tillverkaren Novavax. Totalt handlar det om upp till 2,2 miljoner doser.
4. ↑  Den 22 juli 2021 beslutade den svenska regeringen att ingå i ett ytterligare vaccinavtal genom att beställa doser från tillverkaren Sanofi. Totalt handlar det om upp till 4,9 miljoner doser som, förutsatt godkännande, väntas levereras i huvudsak under 2022.
5. ↑  Utvecklingen av Curevacs vaccinkandidat är nedlagd på grund av för låg skyddseffekt.

### Prognos för covid-19-vaccinleveranser av olika fabrikat
| Källa: | Källa: | Källa:      | Källa:    | Källa:    | Källa: |
| År     | Månad  | AstraZeneca | Moderna   | Pfizer    |        |
| ------ | ------ | ----------- | --------- | --------- | ------ |
| 2020   | dec    | –           | –         | 87 000    |        |
| 2021   | jan    | –           | 10 000    | 311 000   |        |
| 2021   | feb    | 193 000     | 46 000    | 423 000   |        |
| 2021   | mar    | 320 000     | 193 000   | 726 000   |        |
| 2021   | apr    | 590 000     | 111 000   | 1 292 000 |        |
| 2021   | maj    | 508 000     | 247 000   | 2 040 000 |        |
| 2021   | jun    | –           | 350 000   | 2 380 000 |        |
| 2021   | jul    | 30 000      | 399 000   | 1 485 000 |        |
| 2021   | aug    | –           | 889 000   | 1 781 000 |        |
| 2021   | sep    | –           | 1 718 000 | 1 605 000 |        |

- Totalt antal levererade vaccindoser till och med september 2021: 18 848 000
- Siffrorna är avrundade.

1. ↑  Inleveranser av vaccin från AstraZeneca avslutas då behovet är mättat för att vaccinera inom rekommendationen (personer 65 år och äldre).

### Inrapporterade misstänkta biverkningar
Enligt Läkemedelsverket har det inkommit och registrerats totalt 86 619 rapporter om misstänka biverkningar för de vacciner som används för covid-19 i Sverige sedan den 2 december 2021.
Vidare poängterar Läkemedelsverket att: "Enskilda rapporter kan oftast inte svara på om det finns ett eventuellt samband mellan läkemedlet och den rapporterade misstänkta biverkningen. Den samlade vetenskapen behövs för att konstatera om det finns en riskökning för en viss biverkning eller ej. Inrapporterade misstänkta biverkningar behöver alltså inte vara orsakade av läkemedlet, utan kan bero på andra faktorer."
| Källa:          | Källa:                                             | Källa:            | Källa:                  | Källa: |
| Tillverkare     | Vaccin                                             | Antal givna doser | Antal inkomna rapporter | Ref.   |
| --------------- | -------------------------------------------------- | ----------------- | ----------------------- | ------ |
| Pfizer/Biontech | Comirnaty                                          | 12 510 279        | 44 508                  | [ 59 ] |
| Moderna         | Spikevax                                           | 2 155 403         | 17 330                  | [ 60 ] |
| Astra Zeneca    | Vaxzevria (tidigare COVID-19 Vaccine Astra Zeneca) | 1 335 112         | 24 430                  | [ 61 ] |

Det går inte att dra några slutsatser om hur vanlig eller ovanlig en biverkning är, det vill säga hur stor andel av de vaccinerade som drabbas, utifrån de inrapporterade misstänkta biverkningarna. De mest rapporterade misstänka biverkningarna är följande:
| Källa:                         | Källa:                   | Källa:                             |
| Pfizer/Biontech Comirnaty      | Astra Zeneca - Vaxzevria | Moderna - Covid-19 Vaccine Moderna |
| ------------------------------ | ------------------------ | ---------------------------------- |
| Huvudvärk (11 875)             | Feber (14 477)           | Feber (6 948)                      |
| Feber (10 440)                 | Huvudvärk (11 413)       | Huvudvärk (5 543)                  |
| Trötthet (9 599)               | Frossa (8 808)           | Frossa (4 344)                     |
| Sjukdomskänsla (6 558)         | Trötthet (4 506)         | Trötthet (4 206)                   |
| Muskelvärk (5 920)             | Muskelvärk (4 350)       | Rodnad (3 427)                     |
| Frossa (5 795)                 | Illamående (3 579)       | Svullnad (3 382)                   |
| Illamående (5 229)             | Ont i kroppen (3 170)    | Sjukdomskänsla (3 363)             |
| Ont i kroppen (4 750)          | Ledvärk (2 783)          | Ont i kroppen (2 908)              |
| Yrsel (4 653)                  | Yrsel (2 297)            | Muskelvärk (2 827)                 |
| Menstruationsrelaterat (4 476) | Sjukdomskänsla (2 186)   | Illamående (2 723)                 |

## Covid-19 efter vaccination

### Dagar efter vaccination då smitta konstaterats
En uppskattning av genombrottsinfektioner av covid-19 hos personer vaccinerade med en dos (blå cirkel) respektive två doser (ljusblå cirkel) fördelade efter antalet dagar mellan den första vaccinationen och dagen personen insjuknade eller provtogs. Grafen är baserad på Folkhälsomyndighetens data (siffrorna i grafen kan avvika med 5-10 procent då Folkhälsomyndigheten inte publicerar denna data offentligt). Vidare är statistiken tagen före sars-cov-2 omikron och kan därmed anses vara inaktuell.
  1 dos   2 doser
| Information | Diagrammet är avstängt. Grafer inaktiverades den 18 april 2023 på grund av programvaruproblem. Nya diagram kan skapas sedan december 2024. |